# Сенкаку
Сенка́ку (яп. 尖閣諸島, Сэнкаку-сёто:) или Дяоюйда́о (кит. трад. 釣魚台群島, упр. 钓鱼台群岛, пиньинь Diàoyútái Qúndǎo) — архипелаг в Восточно-Китайском море в 170 км к северо-востоку от Тайваня, предмет территориального спора между Японией, Китайской Республикой (Тайванем) и Китайской Народной Республикой. Острова контролирует Токио, а Пекин и Тайбэй претендуют на них. С точки зрения японского законодательства, административно относятся к округу Исигаки уезда Яэяма префектуры Окинава. Острова также известны под названием Сенто́.

## История
По утверждениям официального Токио, еще с 1885 года правительство Японии неоднократно проводило изучение островов Сенкаку и получило точное подтверждение, что острова не только были необитаемы, но и не было никаких следов того, что они находились под контролем Китая. На основании этого 14 января 1895 года правительство страны официально включило острова Сенкаку в состав территории Японии в соответствии с международным правом terra nullius — «ничьей землёй».
Острова Сенкаку не были ни частью острова Тайвань, ни частью Пескадорских островов, которые были уступлены Японии Цинским Китаем в соответствии с Симоносекским договором, который был заключён в апреле 1895 года по итогам первой китайско-японской войны.
В период 1900—1940 годах на островах Кубадзима и Уоцурисима существовало 2 поселения японских рыбаков, насчитывавшие в общей сложности 248 жителей. На острове Уоцуридзима также действовал завод по переработке бониты. В связи с кризисом в рыбной промышленности Японии завод закрылся и поселения были покинуты к началу 1941 года.
В 1945 году Япония капитулировала перед Союзниками и потеряла все территории, приобретенные ею с конца XIX века. Сенкаку вместе с Окинавой оказались под юрисдикцией США. Но в начале 1970-х США вернули Окинаву Японии, отдав ей и Сенкаку. Спустя 20 лет КНР заявила, что не согласна с этим решением, и в 1992 году объявила эту территорию «исконно китайской».
Эти острова якобы «были давно известны китайским мореплавателям, что зафиксировано записями бортовых журналов начиная с XV века». По мнению официального Пекина, острова следует вернуть Китаю в соответствии с положениями Каирской декларации 1943 года, которая лишила Японию всех её завоёванных территорий. Противники претензий правительства Китая и властей Тайваня отмечают, что их первые заявления о своих притязаниях на территориальный суверенитет над островами Сенкаку были сделаны лишь после того, как в 1968 году здесь были проведены исследования под эгидой ООН, на основании которых был сделан вывод о возможности наличия запасов нефти и газа в Восточно-Китайском море. До этого момента по поводу суверенитета Японии над островами никаких возражений со стороны какой-либо страны или региона не поступало. Например, существует упоминание об «островах Сенкаку, уезд Яэяма, префектура Окинава, Японская империя» в письме, датированном 1920 годом, которое было направлено тогдашним консулом Китайской Республики в Нагасаки. Кроме того, в статье «Жэньминь жибао» от 8 января 1953 года и в Атласе мира, опубликованном в Китае в 1960 году, острова Сенкаку также рассматривались как часть Окинавы.
Весной 2004 года, в связи с задержанием Японией китайских граждан, высадившихся на острова Дяоюйдао (Сенкаку), заместитель министра иностранных дел КНР Чжан Есуй изложил позицию китайского правительства по вопросу островов Дяоюйдао: он отметил, что Дяоюйдао и смежные с ними острова являются «исконной территорией» КНР, что Китай «обладает неоспоримым суверенным правом» на эти острова, и что «решимость и воля правительства и народа Китая отстаивать территориальный суверенитет страны остаются неизменными».
В районе островов находятся залежи природного газа, которые намерен разрабатывать Китай. Официальный Токио же утверждает, что морская граница двух государств четко разграничивает эти территории, и богатые газом районы принадлежат Японии.
В октябре 2004 состоялся первый раунд консультаций по проблеме газового месторождения на Сенкаку, в ходе которого стороны договорились решать все вопросы исключительно путём переговоров, не прибегая к использованию силы. В то же время Китай отверг требования японской стороны ознакомить её с планами КНР по бурению и добыче газа на Сенкаку.
Также популярный в Китае сервис Tencent QQ запускал фильтрацию сообщений, связанных со спорным вопросом об островах Сенкаку. В августе 2004 сервис «QQ игры» стал фильтровать такие слова как «钓鱼岛» («Острова Сенкаку») и «保钓» («Движение в защиту Сенкаку»). Этот акт вызвал большие дебаты, и с тех пор Tencent сняли фильтр.
В апреле 2005 года правительство Японии приняло решение приступить к рассмотрению заявок японских фирм о выдаче им лицензий на добычу газа на шельфе архипелага. МИД КНР охарактеризовал это решение «односторонним и провокационным», указав, что японские фирмы не могут проводить работы на территории, которую КНР считает своей.
В июне 2005 состоялся второй раунд китайско-японских консультаций. Они не принесли результатов. Официальный Пекин отказался прекратить добычу газа из шельфа на границе между китайскими и японскими водами и вновь отверг просьбу японской стороны предоставить ей информацию о работах на шельфе. МИД КНР заявил, что Китай имеет «суверенное право» добывать газ в «водах, близких к побережью КНР» и не являющихся «предметом спора с Японией».
Стороны договорились продолжить переговоры. Япония согласилась рассмотреть китайское предложение о совместной разработке месторождения.
До 2010 года Япония и Китай вели переговоры о деталях проекта, однако они были приостановлены по инициативе КНР после того, как Япония задержала китайский траулер в районе спорных островов Сенкаку и арестовала его капитана.
В марте 2011 года китайская нефтегазовая компания CNOOC начала разработку газового месторождения Сиракаба /Чуньсяо/. Месторождение Сиракаба /Чуньсяо/ находится с китайской стороны от линии, по которой Япония разделяет экономические зоны двух стран, однако в Токио считают, что оно имеет доступ к общему газовому резервуару Восточно-Китайского моря.
«Архипелаг Дяоюйдао и прилегающие к нему острова с древнейших времен являются китайской территорией, и Китай обладает неоспоримым суверенитетом над этими островами. Любые меры, принимаемые японской стороной в акватории вблизи Дяоюйдао, являются незаконными и недействительными», — такова официальная точка зрения КНР на ситуацию вокруг островов Дяоюйдао.
15 апреля 2012 года губернатор Токио Синтаро Исихара заявил, что столица Японии собирается купить эти острова в Восточно-Китайском море, на которые также претендует Китай. На данный момент власти Токио арендуют эти острова у частных владельцев, которыми являются японские граждане.
11 июля 2012 у побережья острова Сенкаку совершали маневры патрульные корабли китайских ВМС. В связи с этим 15 июля был отозван посол Японии в КНР, для проведения консультаций.
19 августа в Китае прошли антияпонские демонстрации, в ряде мест закончившиеся погромами японских магазинов и автомобилей японского производства. Поводом к выступлениям послужил факт высадки на спорные острова группы японских граждан и водружение там флага Японии.
5 сентября японские СМИ сообщили, что правительство Японии смогло договориться с частным владельцем трёх из пяти островов Сенкаку об их покупке за 2,05 млрд иен, превысив предложение префектуры Токио.
11 сентября официальный Пекин ответил на это решение Японии — к спорным островам были направлены два военных корабля «для защиты суверенитета». В китайском МИД пояснили, что если Япония не откажется от покупки островов Сенкаку, которые КНР считает исторически принадлежащими ей, то инцидент может грозить «серьезными последствиями». На этой же неделе начались массовые антияпонские погромы, которые привели к закрытию заводов, принадлежащих японским компаниям. 16 сентября отношения Китая и Японии обострились после того, как в Китае начались массовые акции протеста против «национализации» Японией островов. Антияпонские демонстрации с участием нескольких тысяч человек прошли в Шанхае, Гуанчжоу, Циндао и Чэнду.
Позже 1000 китайских рыболовецких судов направляются к находящимся под контролем Японии островам Сенкаку. В тот же день Министерство иностранных дел КНР объявило, что китайское правительство готово подать часть документов относительно внешней границы континентального шельфа за пределами 200-мильной морской зоны в Восточно-Китайском море Комиссии ООН по границам континентального шельфа, созданной на основе Конвенции ООН по морскому праву.
Два из 11 китайских военных патрульных кораблей, курсировавших вблизи островов Сенкаку, вошли в территориальные воды Японии.
6 марта 2018 официальный представитель МИД КНР Гэн Шуан заявил, что острова Дяойюдао принадлежат Китаю, независимо от того, что говорит или делает правительство Японии.
Министр иностранных дел Японии Таро Коно в ходе встречи с министром иностранных дел Китая Ван И 27 октября 2018 года потребовал убрать водные ограждения вблизи островов Сенкаку в Восточно-Китайском море.
В целом, политика действий КНР в отношение вопроса о принадлежности островов отличается агрессивностью. Так 29 марта 2021 года произошел инцидент, когда корабли морской полиции КНР вошли в спорную зону архипелага. По словам генерального секретаря кабинета министров Японии Кацунобу Като, китайские корабли пытались сблизиться с японскими рыболовецкими лодками. Действия КНР вызвали недовольство у японской и южнокорейской сторон, в связи с чем руководству КНР были направлены ноты протеста.

Антияпонская демонстрация в Шэньчжэне (16 сентября 2012 года)
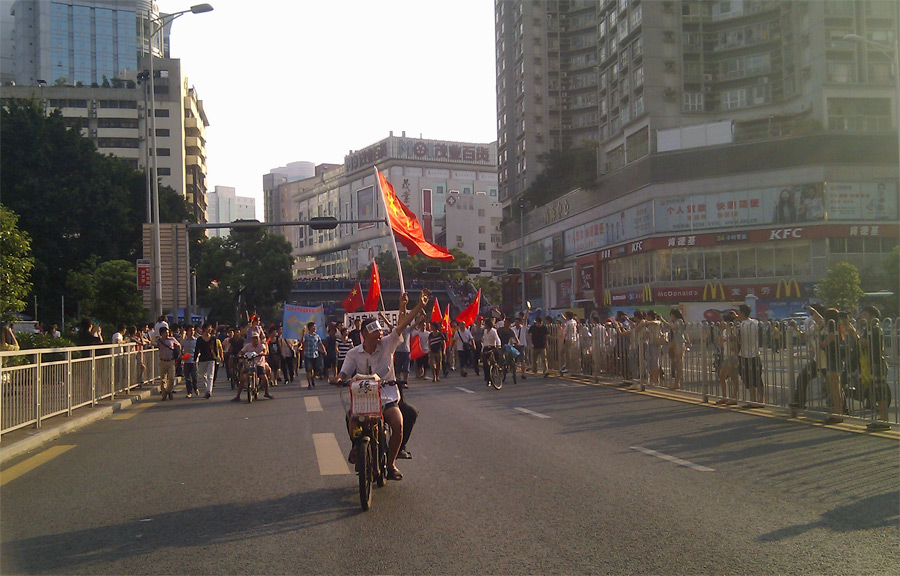
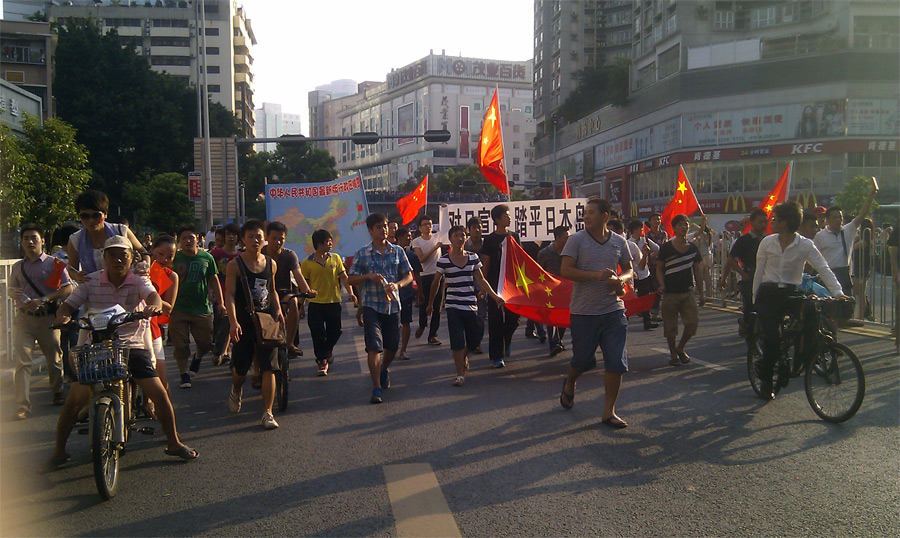
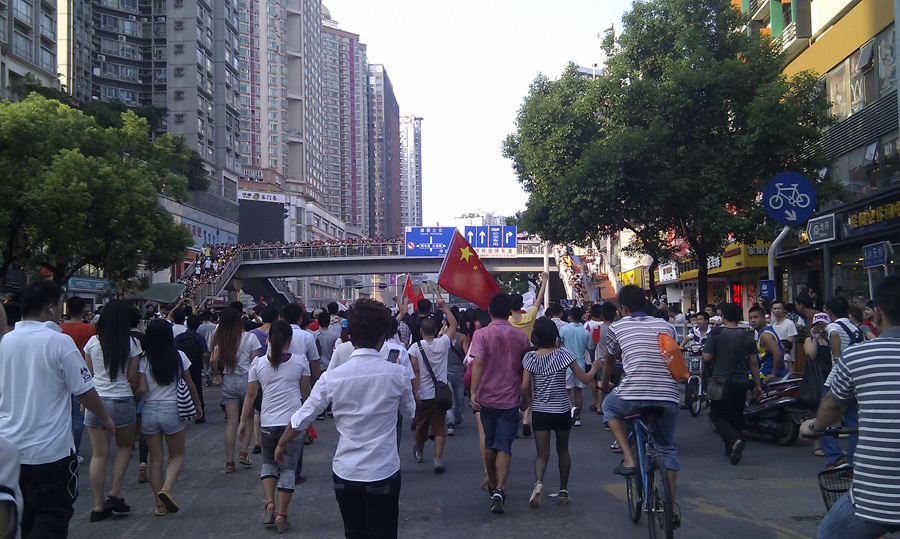

## География

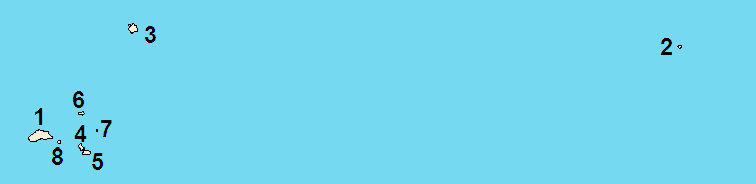

| № на карте | Острова (япон)              | Острова (кит)                   | Координаты                       | Площадь, км² | Наивысшая точка, м |
| ---------- | --------------------------- | ------------------------------- | -------------------------------- | ------------ | ------------------ |
| 1          | Уоцурисима (Уо́цури, 魚釣島) | Дяоюй-дао (钓鱼岛)              | 25°44′41″ с. ш. 123°28′27″ в. д. | 4,32         | 383                |
| 2          | Тайсёто (大正島)            | Чивэй-юй (赤尾屿)               | 25°55′ с. ш. 124°34′ в. д.       | 0,0609       | 75                 |
| 3          | Кубасима (Ко́би, 久場島)     | Хуанвэй-юй (黄尾屿)             | 25°56′ с. ш. 123°41′ в. д.       | 1,08         | 117                |
| 4          | Китакодзима (北小島)        | Бэй Сяо-дао(北小岛)             | 25°45′ с. ш. 123°36′ в. д.       | 0,3267       | 135                |
| 5          | Минамикодзима (南小島)      | Нань Сяо-дао(南小岛)            | 25°45′ с. ш. 123°36′ в. д.       | 0,4592       | 149                |
| 6          | Оки-но-Китаива (沖ノ北岩)   | Да Бэй Сяо-дао (大北小島/北岩)  | 25°49′ с. ш. 123°36′ в. д.       | 0,0183       | nominal            |
| 7          | Оки-но-Минамиива (沖ノ南岩) | Да Нань Сяо-дао (大南小島/南岩) | 25°47′ с. ш. 123°37′ в. д.       | 0,0048       | nominal            |
| 8          | Тобисэ (яп. 飛瀬)           | Фэй Цзяо-янь (飞礁岩/飛岩)      | 25°45′ с. ш. 123°33′ в. д.       | 0,0008       | nominal            |